# Phenacoccus arctophilus
Phenacoccus arctophilus är en insektsart som först beskrevs av Wang 1979.  Phenacoccus arctophilus ingår i släktet Phenacoccus och familjen ullsköldlöss. Inga underarter finns listade i Catalogue of Life.